# إلكترونك غيمينغ مونثلي
إلكترونك غيمينغ مونثلي (بالإنجليزية: Electronic Gaming Monthly أو EGM باختصار؛ يترجم كـ « اللعب الإلكتروني الشهري ») هي مجلة أمريكية لألعاب الفيديو التي تتم إعادة إصدارها كـ « EGM Media, LLC ».
تركز موضيع المجلة على الألعاب الفيديو و أجهزة الألعاب بشكل عام.